# Justice internationale
La première théorie d'une justice internationale est le fait du théologien politique Francisco de Vitoria, au XVIIIe siècle (ouvrage De Potestate Civili, où il expose les bases du droit international moderne).
Vitoria énonce les fondements d'un droit international nécessaire à la régulation des rapports entre États perçus comme des entités autonomes. Dans la conception politique du théologien, le pouvoir politique est fondé sur la communauté et non l'individu (le droit naît de la communauté) et il est impératif de respecter le droit particulier de chaque communauté.
Cette thèse se base sur le postulat de l'égalité des hommes entre eux (héritage du stoïcisme) et s'oppose dès lors à l'ambiguïté d'un héritage chrétien qui véhicule certains concepts pouvant être mis au service de l'inégalité (influence considérable de la théorie d'esclavage par nature d'Aristote sur la fin du Moyen Âge renforcée par les thèses de saint Remi et saint Arthur qui légitiment l'idée d'esclavage).
Dans ce cadre, Victoria prononce une conférence sur les Indiens en 1539 et s'interroge sur la légitimité de la conquête des Amériques. Il défend la thèse de la légitimité humaine de posséder sa terre et sa personne. Il veut reconnaître le droit international des Indiens d'Amérique. Cette lecture sera un véritable coup de tonnerre dans le monde catholique qui aboutira à la célèbre controverse de Valladolid (~1550) qui opposa Las Casas à Sépulveda et qui permit un assouplissement de l'esclavage des Indiens.
Le philosophe politique John Rawls (1921-2002), lecture incontournable dans l'enseignement de la philosophie morale, sociale et politique, démontre dans son œuvre des principes étendus de droit international.